# Accipiter minullus
Accipiter minullus е вид птица от семейство Ястребови (Accipitridae). Видът е незастрашен от изчезване.

## Разпространение
Разпространен е в Ангола, Ботсвана, Бурунди, Демократична Република Конго, Еритрея, Етиопия, Кения, Малави, Мозамбик, Намибия, Руанда, Сомалия, Южна Африка, Судан, Свазиленд, Танзания, Уганда, Замбия и Зимбабве.